# Xsun
Xsun はサン・マイクロシステムズによって開発された Solarisに含まれるX Window System (X11) サーバの実装である。X11アプリケーションだけではなく、NeWSやSunViewプログラムの表示もサポートする "Xnews" サーバを置き換えるものである。Xsunはこれらのレガシーな環境のサポートを取り除き、Display PostScriptのサポートを追加した。
Xsunは1993年11月にSolaris 2.3の一部として最初にリリースされた。元々X11 Release 5に基づくものであった。Solaris 10に含まれるバージョンはX11R6.6に基づいている。
Solaris 10はXsunとXのオープンソースのリファレンス実装であるX11R7ベースのX.Org Serverの両方を含んでいる。"Xorg" サーバはx86システムのサーバで最もよく使われ、XsunサーバーはSPARCシステムに対して最もよく使われるサーバのままである。Solaris 10 8/07になって初めてSPARCに対してXorgがサポートされるようになった。しかし、ドライバのサポートは非常に制限されている。OpenSolarisプロジェクトは X サポートの今後の方向性は将来Xorg実装を通したものだと述べた。
2011年11月にリリースされた、Oracle Solaris 11をもって、X Windows System の実装は X.Org Server のみとなり、Xsun の開発は終了した。